# Simpang Peut (Rantau Selamat)
Simpang Peut is een bestuurslaag in het regentschap Aceh Timur van de provincie Atjeh, Indonesië. Simpang Peut telt 312 inwoners (volkstelling 2010).